# Greg Staples
Greg Staples (Sheffield, 1970) è un fumettista inglese.
Staples è principalmente conosciuto per il suo lavoro nel fumetto britannico 2000 AD, soprattutto in Judge Dredd.
Ha inoltre prodotto alcuni lavori per l'azienda produttrice di giochi Wizards of the Coast ed ha disegnato i personaggi di numerosi fumetti, fra cui Batman e Spider-Man.
Staples ha illustrato alcune carte del gioco di carte collezionabili Magic: The Gathering ed ha realizzato la copertina per i libri della serie Dungeons & Dragons Races of Faerûn del 2003, e Fantastic Locations: Dragondown Grotto del 2006.
È conosciuto nel mondo dell'illustrazione fantasy per i suoi angeli.